# Euryopis jucunda
Euryopis jucunda är en spindelart som beskrevs av Tamerlan Thorell 1895. Euryopis jucunda ingår i släktet Euryopis och familjen klotspindlar.
Artens utbredningsområde är Myanmar. Inga underarter finns listade i Catalogue of Life.